# Landkreis Südliche Weinstrasse
Landkreis Südliche Weinstraße är ett distrikt (Landkreis) i södra delen av det tyska förbundslandet Rheinland-Pfalz. Distriktet tillhör storstadsområdet Rhen-Neckar.
1. 1 2  GeoNames, 2005, Geonames-ID: 2825001, läs online och läs online.[källa från Wikidata]